# Kenotafen

Kenotafen 2014.

Kenotafen i London (engelska: The Cenotaph) är en kenotaf (skengrav) vid Whitehall i London. Den formgavs av den brittiske arkitekten Edwin Lutyens och avtäcktes 1920.
Kenotafen är nationellt krigsmonument för att hedra stupade soldater från Storbritannien och samväldesländerna under första världskriget, andra världskriget och alla efterföljande krig. På stilleståndsdagen (söndagen närmst 11 november) varje år lägger representanter för Storbritanniens kungafamilj, premiärministern, andra politiska ledare, och samväldesländers ambassadörer till Storbritannien en krans vid kenotafen till minne av de stupade.